# Short Strand
Short Strand (iriska: An Trá Ghearr) är ett område i östra Belfast i Nordirland. Området, där det bor 3 000 nationalister, är omgivet av det unionistiska området Newtownards Road, där det bor 60 000 personer, och det lilla protestantiska Cluan Place-området. Numera skiljer fredsmurar områdena åt.

## Historia
I området var Provisoriska IRA inblandade i sin första större strid den 27 juni 1970, då man hade en eldstrid med unionistiska paramilitära grupper, som varade flera timmar. En katolik och tre protestanter dog och flera skadades. Nationalisterna säger att de försvarade Saint Matthew's Church. Unionisterna däremot, säger att IRA attackerade en medlem av Oranienorden. I området har många våldsdåd inträffat.

## Gränskonflikt
Konflikten i Nordirland har drabbat gatan hårt, eftersom Short Strand gränsar till protestantiska Cluan Place. De har varit många stridigheter. Provisoriska IRA har anklagats för ett anfall mot Cluan Place, med syftet att få de boende att fly, så att de kan flytta in sitt folk. IRA anklagar den unionistiska paramilitära UDA/UFF för att använda Cluan Place för attacker mot Short Strand. Även om en fredsmur skiljer områdena, har det tidvis varit oroligt här. Under dessa oroligheter har projektiler ständigt kastas över stängslet, liksom stenar, muttrar, flaskor, fyrverkeripjäser, muggar, vinylskivor, kakel och rör- eller brandbomber. Stängslen bakom husen höjdes med flera meter och övervakningskameror placerades ut i och kring bostadsområdena. Detta avskräckte paramilitära grupper på båda sidor anser många. Nu är det lugnt i området.